# Fairuz Fauzy

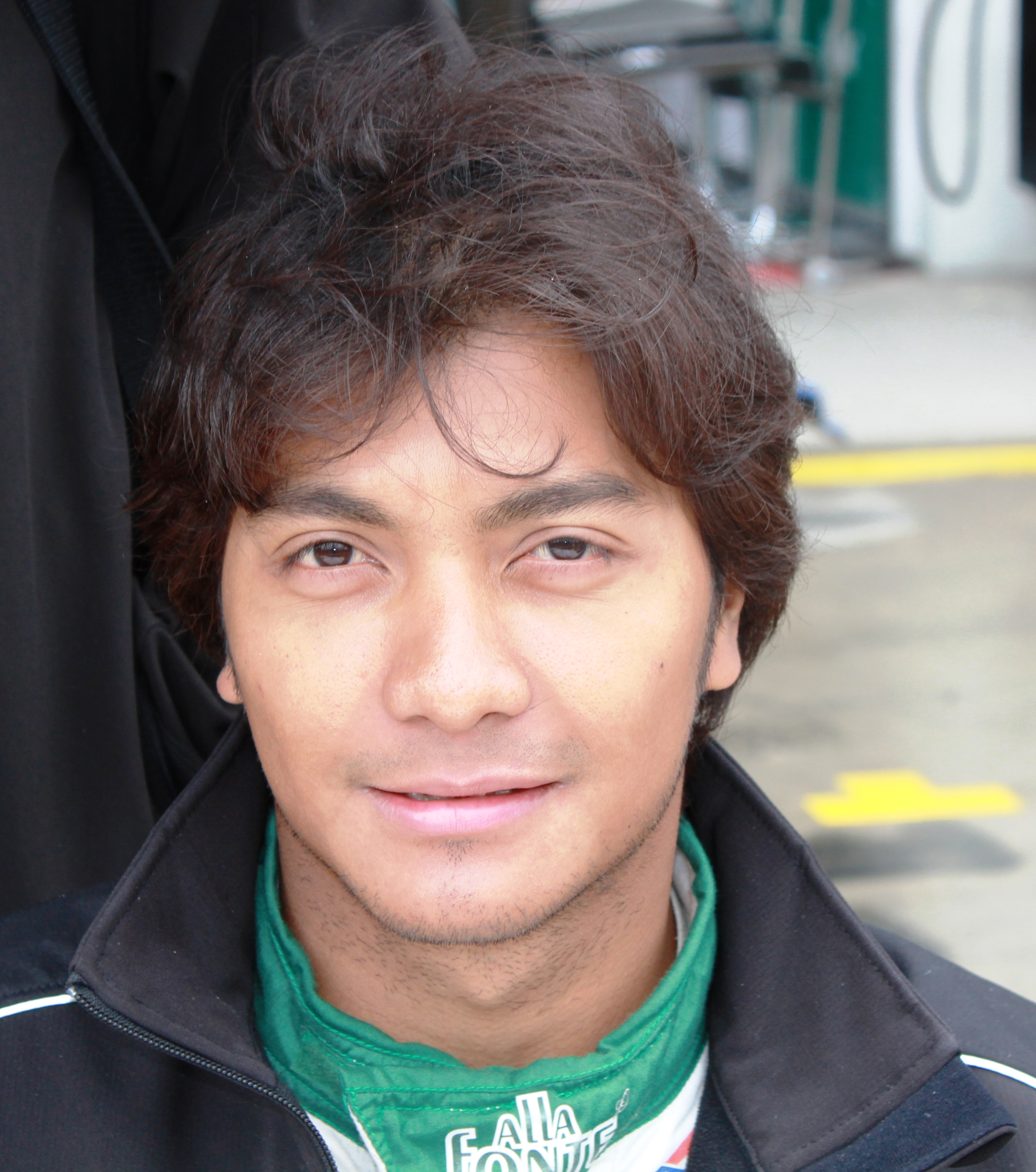
Fairuz Fauzy 2011-ben

Mohamed Fairuz Fauzy (Kuala Lumpur, 1982. október 24. –) maláj autóversenyző.

## Pályafutása

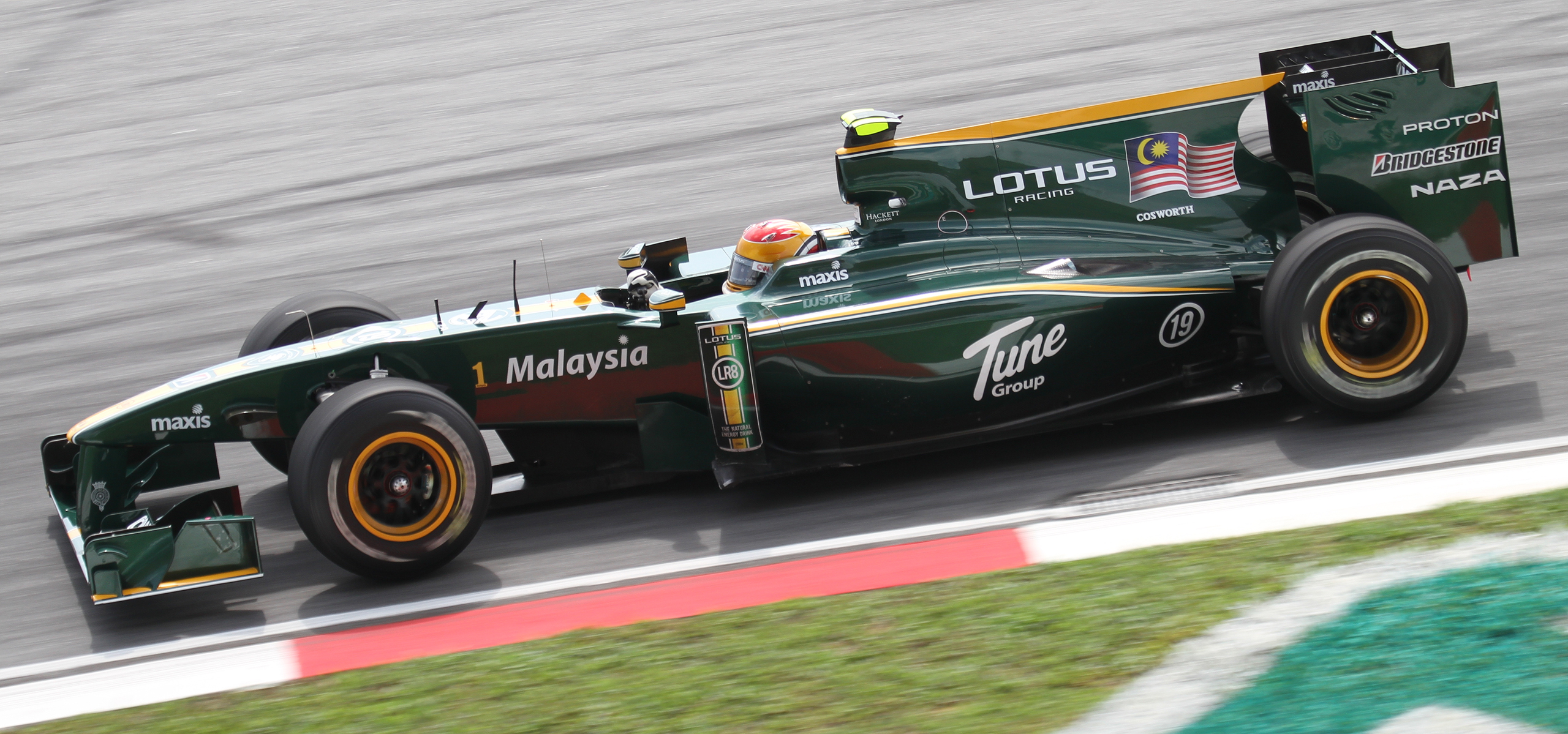
A Lotus F1 csapat tesztpilótájaként a 2010-es maláj nagydíjon

Fauzy 1994-ben elkezdett kartingozni, majd 1999-ben a brit Formula Fordban versenyzett. 2000-ben a brit Formula Renault-nak  fejlesztette a készségeit. 2002-ben a brit Formula–3 B osztályában versenyzett.
Később a Gp2-ben szerepelt, ám ott 2 sikertelen év után elutasították, így 2007-ben szerződést írt alá a Formula–1-ben, mint a Spyker tesztpilótája.
2008-ban visszatért a GP2-be, azóta a Super Nova csapatnak a pilótája e sorozat ázsiai részében versenyez.

## Teljes GP-2-es sorozata
| Év                     | Csapatnév         | No. | Versenyek | Első rajtkockák | Győzelmek | Pont | Helyezés |
| 2005                   | DAMS              | 15  | 23        | 0               | 0         | 0    | 24.      |
| 2006                   | Super Nova Racing | 06  | 21        | 0               | 0         | 0    | 25.      |
| 2008 (GP2 Asia Series) | Super Nova Racing | 08  | 10        | 0               | 1         | 24   | 4.       |

## Teljes Formula–1-es sorozata
Fauzy 2010-ben a Lotus F1 tesztpilótája volt, azonban csak a 2010-es Formula–1 maláj nagydíjon, a brit nagydíjon, a német nagydíjon, a szingapúri nagydíjon és az abu dzabi nagydíjon volt pénteki harmadik pilóta. 2011-től a Lotus-Renault tesztpilótája.

## Külső hivatkozások
- Hivatalos honlapja